# Hisham Mohd Ashour
Hisham Mohd Ashour (* 29. Mai 1982 in Kairo) ist ein ehemaliger ägyptischer Squashspieler.

## Karriere
Hisham Ashour spielte von 2002 bis 2013 auf der PSA World Tour und gewann in der Zeit drei Turniere. Darüber hinaus stand er in weiteren neun Finals. Mit der ägyptischen Nationalmannschaft wurde er 2011 in Paderborn Weltmeister. Bereits 2003 hatte er mit der Mannschaft die Goldmedaille bei den Afrikaspielen gewonnen. Seine höchste Platzierung in der Weltrangliste war Rang elf im Februar 2012.
Hisham Ashours jüngerer Bruder Ramy Ashour ist ebenfalls Squashspieler.

## Erfolge
- Weltmeister mit der Mannschaft: 2011
- Gewonnene PSA-Titel: 3
- Afrikaspiele: 1 × Gold (Mannschaft 2003)